# Palacio Elisabeta
El Palacio de Elisabeta (el cual aparece mencionado también en algunas ocasiones como "villa de Kiseleff") es una residencia real en Bucarest, ubicada en la calle de Kiseleff. Este edificio sirve como residencia en Bucarest de Su Majestad Margarita de Rumanía, quien es la Custodia de la Corona Rumana y de toda la Familia Real.

## Ubicación
El Palacio Elisabeta está ubicado en la ciudad de Bucarest,  un terreno rodeado por el Museo del Pueblo, en las cercanías del Teatro de Verano del Parque Herăstrău.
El acceso al mismo se realiza por la carretera Kiseleff, en la primera  calle a la derecha en dirección del Arco de Triunfo en dirección a la Plaza de la Prensa Libre (oficialmente, la dirección postal es "Pavel D. Kiseleff Road No. 28", aunque el Palacio se encuentra al final de una avenida privada, llamada "Entrada rumana"). El número que se muestra en la placa fijada en la puerta del Palacio es "26-28".
En el tejado del Palacio se halla un mástil, que, de acuerdo con la costumbre que marca el protocolo real, en este mástil debe estar izada, en todo momento, la bandera personal del Rey, si el Soberano se encuentre en la residencia (o la del miembro de la Familia Real de mayor rango que esté presente, en orden de precedencia). Una vez que el monarca abandona el palacio, la bandera se arría. Si no hay ningún miembro de la Familia Real en el Palacio, ondea en el mástil la bandera nacional de Rumania  en su versión mayor, portando en el centro el Escudo Real.
Estos pabellones pueden verse fácilmente desde el Parque Herăstrău, en el puente ubicado al final  del  Arco de Triunfo de la avenida Trandafirilor.

## Historia
El palacio fue construido en 1936 para la reina Isabel de Grecia,  nacida como princesa de Rumanía y que fuera hija mayor del rey Fernando I de Rumanía y la reina María de Rumanía, hermana del rey Carlos II de Rumanía. En un principio el palacio no se edificó con el propósito de acoger actividades oficiales, sino como residencia privada para Isabel, quien había retornado recientemente al país. 
El palacio no fue habitado continuamente por la exrreina de Grecia, ya que prefirió retirarse a su residencia de campo, al castillo de Banloc.
Después de los bombardeos que afectaron el Palacio Real de Bucarest, ocurridos el  23 de agosto de 1944, el rey Miguel I pidió permiso a su tía para  trasladarse de forma temporal, al Palacio de Elisabeta.
Fue en uno de los salones superiores de palacio donde el rey Miguel se vio obligado a firmar el documento de abdicación el 30 de diciembre de 1947.
El palacio permaneció como propiedad de la princesa Elisabeta hasta que fue nacionalizado en el año 1948  por el gobierno rumano. Actualmente, el palacio es propiedad del estado y es administrado por la Dirección Autónoma de Protocolo del Estado (RAAPPS).
Después del regreso definitivo al país de la Familia Real de Rumanía, en el año 1997, y exactamente 50 años después del exilio forzoso, la familia real se instaló en él. Hoy en el palacio se utiliza como la única residencia oficial y así mismo como la residencia de la Familia Real en Bucarest.

## Arquitectura
El palacio fue diseñado en 1930 por el arquitecto Duiliu Marcu, quien se inspiró en el Castillo de Banloc, y lo planeó en una combinación de estilos morisco y brancoveanu.

## Uso actual
Hoy en día, este edificio sirve  como residencia en la capital  del país para Su Majestad Margarita de Rumanía, quien es la Custodia de la Corona Rumana, así como a toda la Familia Real. También es el lugar donde se celebran diversas actividades oficiales públicas o privadas.
Desde 2007, tienen lugar aquí los siguientes actos:
- recepciones de Jefes de Estado extranjeros[7]
- recepciones oficiales de delegaciones y personalidades rumanas o extranjeras[8]
- cenas oficiales
- ceremonias de decoración
- conmemoraciones de acontecimientos históricos importantes y de personalidades rumanas o extranjeras
- reuniones de trabajo con asociaciones patrocinadas por un miembro de la Familia Real (p. ej. Sociedad de la Cruz Roja Rumana, cuyo presidente es ASR Princesa Margarita[9] )
- ceremonias para obtener el estatus de Proveedor Real para empresas rumanas[10][11]
- La Fiesta del Jardín que celebra, todos los años, el Día Nacional del 10 de mayo[12]
- Celebración pública de la onomástica del Rey Miguel ( 8 de noviembre - San Arcángeles Miguel y Gabriel)[13][14]
- Jornadas de Puertas Abiertas (recepciones de grupos de estudiantes y otras personas que quieran conocer el Palacio y la actividad diaria de la Familia Real)[15]
- recepciones de delegaciones de asociaciones profesionales y deportivas
- entrevistas, reuniones de prensa
- audiencias (del Rey y otros miembros de la Familia Real)
- el funcionamiento de la Real Secretaría y otras actividades administrativas de la Casa de Su Majestad el Rey[16][17]